# 서울특별시공무원수련원
서울특별시공무원수련원(서울特別市公務員修鍊院)는 서울특별시 소속공무원의 사기앙양과 심신수련 등 복지증진을 위하여 건립한 공무원 수련시설의 관리·운영에 관한 사무를 분장하는 서울특별시청의 사업소이다. 원장은 지방행정사무관으로 보한다.

## 설치 근거 및 소관 사무

### 설치 근거
- 「서울특별시 행정기구 설치조례」 제98조제1항[2]

### 소관 사무
- 서울특별시공무원수련원의 효율적인 이용계획 수립·운영
- 서울특별시공무원수련원 시설의 유지관리·보수

## 연혁
- 1997년 1월 15일: 서울특별시공무원수련원 설치.[3]

## 조직

### 원장
- 운영팀
- 시설팀